# 카타르 SC
카타르 스포츠 클럽(아랍어: نادي قطر الرياضي)은 카타르 도하에 위치한 축구 클럽이다. 1959년 알나수르로 창단 되었고 1972년에는 알에스테크랄로 이름을 변경 했으며 이후 1981년 현재의 이름으로 다시 변경했다. 2015-16 카타르 스타스 리그를 13위로 마무리 해서 팀 역사상 처음으로 2부 리그로 강등 되었다.

## 우승 기록
- 카타르 스타스 리그
  - 우승: 1972-73, 1977-76, 2002-03

- 아미르 컵
  - 우승: 1974, 1976

- 크라운 프린스 컵
  - 우승: 2002, 2004, 2009

- 셰이크 자셈 컵
  - 우승: 1983 , 1984 , 1987, 1995

## 선수 명단

### 현역
참고: FIFA 자격 규정에 따라 소속된 국가대표팀 국기를 표시합니다. 선수는 복수의 FIFA 비회원국 국적을 가지고 있을 수 있습니다.
| 번호 | 포지션 | 국적             | 이름               |
| ---- | ------ | ---------------- | ------------------ |
| 5    | MF     | 카메룬           | 라울 산다          |
| 7    | MF     |                  | 모하메드 타부니    |
| 9    | FW     | 이집트           | 아메드 압델 카데르 |
| 10   | MF     |                  | 카를리뉴스         |
| 13   | DF     | 모로코           | 바드르 바눈        |
| 28   | FW     | 콩고 민주 공화국 | 벤 말랑고          |

| 번호 | 포지션 | 국적 | 이름            |
| ---- | ------ | ---- | --------------- |
| 88   | DF     |      | 하비 마르티네스 |

## 역대 감독
| 감독                | 임기      |
| ------------------- | --------- |
| 박경화              | 1979~1981 |
| 울리 마슬로         | 1988~1992 |
| 세바스치앙 라자로니 | 2008~2011 |
| 세바스치앙 라자로니 | 2012~2014 |
| 이반 하셰크         | 2014      |
| 라디 셰나이실       | 2014~2015 |
| 세바스치앙 라자로니 | 2015~2016 |
| 아우렐 치클레아누   | 2016      |
| 가브리엘 칼데론     | 2017      |
| 세르히오 바티스타   | 2018~2019 |
| 카를로스 알로스     | 2019      |
| 유세프 사프리       | 2021~2023 |
| 엘리우 소자         | 2023~     |